# Park Je-chun
Park Je-Chun (Hangul: 박제천) (Seul, 23 de marzo de 1945-Seul, 10 de junio de 2023) fue un poeta coreano.

## Biografía
Park Je-Chun nació en Seúl en 1945. Tras graduarse en la Universidad Dongguk (1966) debutó como poeta en la publicación mensual Hyundai Munhak. Se unió al grupo literario Pensamiento Poético (1983) y ayudó a financiar la revista Academia literaria (1985), en la que trabajó como editor. También fue profesor en la Universidad Kyonggi y en la Fundación Coreana de Arte y Cultura.

## Obra
Su primer volumen de poesía Poemas de Zhuangzi (Jangjasi, 1975) no logró sostener del todo la intensidad poética, a pesar de la retórica y del lenguaje sensual. Sin embargo, su segunda y tercera antología poética La ley del corazón (Simbeop, 1979) y La ley (Yul, 1981) respectivamente, dejan claro que el poeta había llegado a una madurez poética, abandonando el lenguaje sobrecargado para reflejar el mundo budista del bien con solemnidad y afecto.
En los poemarios El templo budista sin luna (Dareun jeumeun garame) y Más lejos que la oscuridad (Eodumboda meolli), muestra una profundidad y amplitud mayor en el lenguaje y la contemplación del mundo. En su último volumen de poesía, Simpatía ciencia-ficción (SF-gyogam, 2001), el poeta ahonda en la crisis de la poesía y del arte literario que ha originado la proliferación de los medios visuales en el siglo XX. Su imaginación poética  evolucionó más allá de la mera contemplación de uno mismo para abrazar al individuo como parte de un grupo mayor. Con una visión más amplia del mundo, Park Je-chun continuó explorando el significado de la poesía en el mundo moderno.

## Obras traducidas al español
- La canción del dragón y otros poemas (박제천 시선)

## Obras en coreano (lista parcial[4])
Recopilaciones de poesía
- Poemas taoístas
- Leyes de la mente
- La tercera estrella
- La luna sobre el oscuro mar
- Más allá de la oscuridad
- Soñando con estampados
- El otoño de mi 23 cumpleaños
- Tu nombre, mis poemas
- Flor del cielo
- En los doce infiernos de una estrella azul

Recopilaciones de ensayos críticos
- Alas de Seúl
- Clases de composición poética
- Métodos de composición poética

Ensayos
- Selecciones del espejo de jade de la mente
- Conversaciones sobre hierbas y raíces
- La llama de una vida llena de sueños
- Las fuentes del corazón

## Premios[4]
- Premio literario Hyundai Munhak (1979)
- Premio de poesía de la Asociación de Poetas Coreanos (1981)
- Premio literario Nokwon (1983)
- Premio literario Woltan (1987)
- Premio literario Yun Tong-ju (1989)
- Premio literario Universidad Dongguk (1991)